# Аділь Зурак
Аділь Зурак (фр. Adil Zourak, араб. عادل_زوراق, нар. 25 серпня 1978) — марокканський футбольний арбітр. Арбітр ФІФА з 2015 року.

## Кар'єра
З 2012 року судив матчі чемпіонату Марокко. 2015 року став арбітром ФІФА.
Був 4 арбітром на матчі за Суперкубок Франції 2017 року у штабі свого співвітчизника Нуреддіна ель-Джаффарі між «Парі Сен-Жермен» та «Монако», що проходив у Марокко.
У 2019 році вже як основний арбітр судив фінальним матч Кубка Марокко між командами «ТАМ де Касаблінка» та «Хассанія Агадір» (2:1).
У 2021 році Зурак був включений ФІФА як відеоасистент арбітра на матчі чоловічого футбольного турніру Олімпійських ігор у Токіо, а на початку наступного року також як відеоасистент поїхав на Кубок африканських націй 2021 року в Камеруні, відпрацювавши в тому числі і у фінальній грі.